# Genlisea sanariapoana
Genlisea sanariapoana är en tätörtsväxtart som beskrevs av Julian Alfred Steyermark. Genlisea sanariapoana ingår i släktet Genlisea och familjen tätörtsväxter. Inga underarter finns listade i Catalogue of Life.